# Pseudo-efedrine
Pseudo-efedrine is een vasoconstrictor en een sympathicomimeticum. Het komt in vele geneesmiddelen voor die zonder voorschrift te verkrijgen zijn, als een zout: pseudo-efedrinehydrochloride of pseudo-efedrinesulfaat.

## Werking
Pseudo-efedrine is een afgeleide van adrenaline en een diastereomeer van efedrine. Het is een vasoconstrictor, dit betekent dat het zorgt voor een vernauwing van de bloedvaten.

## Indicaties
Het geneesmiddel wordt in het algemeen gebruikt bij sinusitis en rinitis, als Vasocedine Pseudoephedrine. Het komt ook voor in combinatiepreparaten zoals Actifed, Cirrus, Clarinase, Reactine Pseudoephedrine, Sinutab en NioCitran (beide combinatie van pseudo-efedrine en paracetamol).
Bepaalde artsen schrijven magistrale bereidingen voor op basis van pseudo-efedrine voor patiënten die wensen te vermageren. De doeltreffendheid van pseudo-efedrine als anorecticum is echter niet bewezen.

## Ongewenste bijwerkingen
Hoewel pseudo-efedrine in vergelijking met soortgelijke stoffen als amfetamine en efedrine een zwak psychostimulans is, kunnen ernstige ongewenste bijwerkingen optreden, zoals cardiovasculaire effecten.

## Toepassingen
De gebruikelijke dosis pseudo-efedrinehydrochloride voor volwassenen en kinderen vanaf 12 jaar is 60mg, maximaal 180 mg per dag. Langdurig gebruik wordt sterk afgeraden.
Pseudo-efedrine staat ook bekend als precursor van het stimulerende middel methylamfetamine.
In de Verenigde Staten vindt, om de handel van pseudo-efedrine in de gaten te houden, bij verkoop registratie van persoonsgegevens plaats.
In Nederland is de vrije verkoop van efedra en aanverwante stoffen sinds 2004 verboden door de overheid. Zie de beschrijving van Stichting Dopingautoriteit.

## Gangbare merknamen
Hieronder  volgt een lijst met merknamen of medicatie  die pseudo-efedrine bevatten of zijn overgeschakeld naar een alternatief zoals fenylefrine.
- Actifed (gemaakt door GlaxoSmithKline) — bevat 60 mg pseudo-efedrine en 2.5 mg triprolidine in sommige landen.
- Aleve D (gemaakt door Bayer Healthcare) — bevat 120 mg pseudo-efedrinehydrochloride (alsook 240 mg naproxen).
- Allegra D (gemaakt door Sanofi Aventis) — bevat 240 mg pseudo-efedrinehydrochloride (alsook 180 mg fexofenadine).
- Allerclear-D (gemaakt door Kirkland Signature) — bevat 240 mg pseudo-efedrine sulfaat (alsook 10 mg loratadine).
- Benadryl Plus (gemaakt door McNeil Consumer Healthcare, een dochteronderneming van Johnson & Johnson) — bevat 60 mg pseudo-efedrinehydrochloride (alsook 8 mg acrivastine).
- Boxagrippal (gemaakt door Boehringer-Ingelheim) — bevat 30 mg pseudo-efedrinehydrochloride (alsook 200 mg ibuprofen).
- Cirrus (gemaakt door UCB) — bevat 120 mg pseudo-efedrine hydrochloride (alsook 5 mg cetirizine).
- Claritin-D (gemaakt door Bayer Healthcare) — bevat 120 mg pseudo-efedrinesulfaat (alsook 5 mg loratadine).
- Codral (gemaakt door Asia-Pacific, een dochteronderneming van Johnson & Johnson) — Codral Original bevat pseudo-efedrine, Codral New Formula bevat fenylefrine i.p.v. pseudo-efedrine.
- Congestal (gemaakt door Sigma) — bevat 60 mg pseudo-efedrinehydrochloride (alsook 650 mg paracetamol en 4 mg chloorfeniramine).
- Contac (gemaakt door GlaxoSmithKline) — bevatte voorheen pseudo-efedrine, bevat thans fenylefrine. Sinds november 2014 bevat de in het Verenigd Koninkrijk verkochte variant 30 mg pseudo-efedrinehydrochloride per tablet.
- Demazin (gemaakt door Bayer Healthcare) — bevat pseudo-efedrinesulfaat en chloorpheniraminemaleaat.
- Eltor (gemaakt door Sanofi Aventis) — bevat pseudo-efedrinehydrochloride.
- Mucinex D (gemaakt door Reckitt Benckiser) — bevat 60 mg pseudo-efedrine hydrochloride (alsook 1200 mg guaifenesine).
- Nurofen Cold & Flu (gemaakt door Reckitt Benckiser) — bevat 30 mg pseudo-efedrinehydrochloride (alsook 200 mg ibuprofen).
- Rhinex Flash (gemaakt door Pharma Product Manufacturing, Cambodja) — bevat pseudo-efedrine i.c.m.  paracetamol en triprolidine.
- Rhinos SR (gemaakt door Dexa Medica) — bevat 120 mg pseudo-efedrinehydrochloride (alsook 5 mg loratadine).
- Sinufed (gemaakt door Trima) — bevat 60 mg pseudo-efedrinehydrochloride.
- Sinutab (gemaakt door McNeil Consumer Healthcare, een Johnson & Johnson dochteronderneming) — bevat 500 mg paracetamol en 30 mg pseudo-efedrinehydrochloride.
- Sudafed Decongestant (gemaakt door McNeil Consumer Healthcare, een Johnson & Johnson dochteronderneming) — bevat 60 mg pseudo-efedrinehydrochloride.
- Therafixx-Capitanasal (gemaakt door Delpharm) — voorheen NioCitran, bevat 500 mg paracetamol en 60 mg pseudo-efedrinehydrochloride.
- Theraflu (gemaakt door Novartis) — bevatte voorheen pseudo-efedrine, thans fenylefrine.
- Unifed (gemaakt door United Pharmaceutical Manufacturer, Jordanië) — bevat pseudo-efedrinehydrochloride (alsook triprolidine en guaifenesin).
- Zyrtec-D 12 Hour (gemaakt door McNeil Consumer Healthcare, een Johnson & Johnson dochteronderneming) — bevat 120 mg pseudo-efedrinehydrochloride (alsook 5 mg cetirizine).
- Zephrex-D (gemaakt door Westport Pharmaceuticals) - een speciale meth-resistente vorm van pseudo-efedrine die gelatineus wordt wanneer deze wordt verwarmd.